# 普戎镇
普戎镇，是中华人民共和国湖南省湘西土家族苗族自治州保靖县下辖的一个乡镇级行政单位。

## 行政区划
普戎镇下辖以下地区：
普戎社区、普戎村、波溪村、下坝村、牙吾村、三山村、块洞村、亨章村、泽碧村和糯梯村。